# Leben des Galilei (1962)
Leben des Galilei ist eine Fernseh-Verfilmung des gleichnamigen Dramas von Bertolt Brecht.

## Handlung
Die Handlung des Films entspricht der literarischen Vorlage:
Am Beispiel des Lebens des Physikers und Astronomen Galileo Galilei wird die Frage verhandelt, welche Rolle Wissenschaftler gegenüber der Gesellschaft, in der sie leben, sowie gegenüber Autoritäten (hier besonders der katholischen Kirche) einnehmen sollten.
Galilei kann dank seiner Weiterentwicklung des Teleskops Entdeckungen machen, durch die er das heliozentrische Weltbild beweisen kann. Dies widerspricht jedoch der Lehrmeinung der katholischen Kirche, weshalb er mit den kirchlichen Autoritäten in Konflikt gerät und, nachdem ihm die Inquisition mit Folter droht, seine Erkenntnisse widerruft.

## Produktion
Der Film wurde im Auftrag des NDR von Studio Hamburg produziert und am 11. Januar 1962 zum ersten Mal im Deutschen Fernsehen ausgestrahlt.